# Université de Mannheim

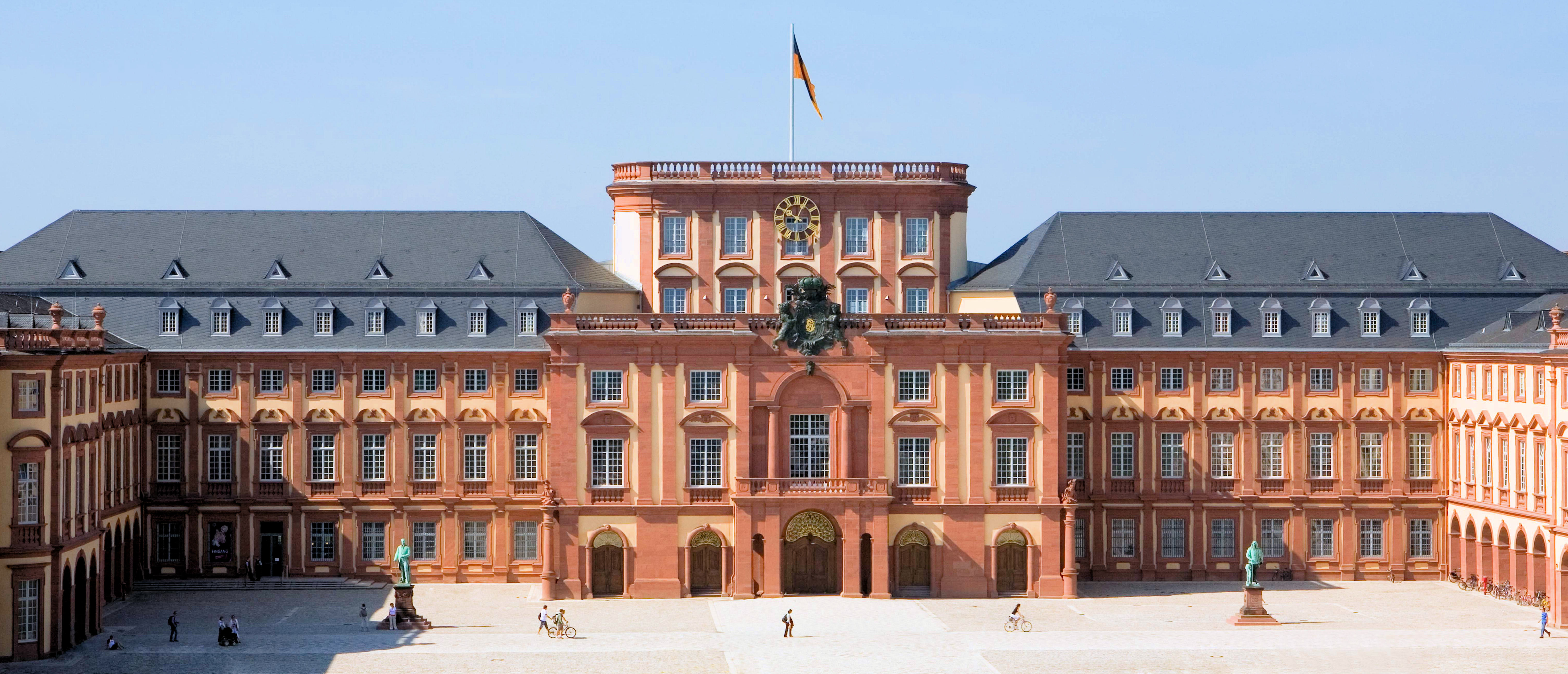
Palais baroque de Mannheim, le bâtiment principal de l'université.

L'université de Mannheim (Universität Mannheim en allemand) est une université à Mannheim en Allemagne. Elle est une université fortement spécialisée en mettant l'accent notamment sur les domaines de la gestion d'entreprises et la macroéconomie. Fondée en 1907 comme école de commerce, l'établissement a finalement obtenu le titre d'université en 1967. L'université se compose de cinq facultés: celle du droit et économie, de la gestion d'entreprises, des sciences sociales, des lettres et sciences humaines, des mathématiques et de l'informatique. L'université recense environ 11 880 étudiants en 2012/13.
Dans des classements de nombreux journaux allemands l'université se montre comme la tête des classements des matières dans lesquels Mannheim s'est spécialisée. Mannheim Business School fait partie de l'université en offrant un programme de Master of Business Administration. Le journal indépendant britannique The Economist juge qu'il est parmi les meilleurs en Allemagne et en Europe. Mannheim, comme un établissement parmi 33 dans le monde, possède la Triple Crown, une accréditation d'EQUIS, AACSB et AMBA. Il existe des collaborations avec l'Université McGill, l'ESSEC, l'EDHEC Business School, l'Institut d'études politiques de Paris, l'EM Lyon Business School, la Manchester Business School et l'université de Californie à Berkeley aux États-Unis d'Amérique.

## Personnalités liées à l'université de Mannheim

### Professeurs
- Dieter Anhuf, géographe et enseignant-chercheur à l'université de Mannheim
- Hans-Wolfgang Arndt, professeur de droit et recteur de l'université de Mannheim de 2001 à 2012
- Peter Frankenberg, ancien professeur de géographie, ministre de la Recherche et de la Culture dans le gouvernement du Land de Bade-Wurtemberg de 2001 à 2011
- Christoph Jentsch, professeur émérite de géographie, expert renommé de l'Afghanistan et de la géographie alpine.
- Ernst-Ludwig von Thadden, professeur d'économie et recteur de l'université de Mannheim depuis 2012

### Étudiants
- Élisabeth Moreno, dirigeante d'entreprise et femme politique, ministre entre 2020 et 2022 en France, diplômée de l'Executive MBA ESSEC-Mannheim 2008)
- Christophe Neff, géographe à l'Institut de technologie de Karlsruhe, a fait ses études à l’université de Mannheim[6]
- Hans-Peter Wild, dirigeant de Wild GmbH & Co. KG, a fait une partie de ses études à l’université de Mannheim et y a passé un MBA et un doctorat en droit[7]